# Jez Bragg
Pour les articles homonymes, voir Bragg.
Jez Bragg, officiellement Jeremy Bragg, est un athlète britannique né le 13 avril 1981. Spécialiste de l'ultra-trail, il a notamment remporté l'Ultra-Trail du Mont-Blanc en 2010. Il est sponsorisé par The North Face.
En 2019, après plusieurs années en retrait de la course à pied, il confesse être atteint d'une rectocolite hémorragique, maladies aux formes et à l'évolution voisine de la maladie de Crohn, ce qui le contraint à mettre entre parenthèses sa carrière de sportif de haut niveau.

## Résultats
- 2009
  - 3e de la Western States Endurance Run.
  - Médaille d'or des 100 km aux Championnats du Commonwealth de course en montagne et ultradistance 2009.

- 2010
  - 1er de l'Ultra-Trail du Mont-Blanc.